# Yuri Lujkov
Yuri Mikhailovitch Lujkov (Moscou, 21 de setembro de 1936 – Munique, 10 de dezembro de 2019) foi um político russo.
Prefeito moscovita (dito Presidente da Cidade) de 1992-2010. Destacou-se na nova fase de reestruturação pós-soviética, através da promoção de grande renovação urbanística da capital russa. Desde que assumiu seu posto, grande número de edifícios históricos e inclusive tombados pelo Patrimônio Histórico (aproximadamente 200 até julho 2008), foram demolidos e substituídos por novos empreendimentos imobiliários modernos, dos quais se destacam os dois maiores arranha-céus da Europa.
Ficou famoso após proibir a manifestação pública de grupos sociais e a Parada Gay de Moscou, nas ruas da cidade e em especial na Praça Vermelha. Grupos ativistas dos Direitos Humanos denunciam sua intolerância e sua postura social ultraconservadora.
Entretanto, em 28 de setembro de 2010, foi destituído do cargo pelo então presidente do país Dmitri Medvedev, "por ter perdido a confiança do presidente russo" segundo comunicado oficial. Medvedev nomeou Sergey Sobyanin para substituí-lo.
Sua esposa, Helena Baturina, que figura entre os bilionários da Rússia, é dona de uma empresa construtora na cidade. Faleceu em 10 de dezembro de 2019 aos 83 anos de idade em Munique, Alemanha.